# Pathfinder (película de 2007)
Pathfinder (El guía del desfiladero en España y Conquistadores en Hispanoamérica) es una película de aventuras de 2007 dirigida por Marcus Nispel y protagonizada por Karl Urban y Moon Bloodgood. El film es una adaptación de Pathfinder, el guía del desfiladero (Veiviseren - Ofelaš) película noruega de 1987 dirigida por Nils Gaup, la cual estaba basada en una leyenda lapona del siglo XII y fue candidata a mejor película extranjera en los Premios Óscar del año siguiente. Sin embargo, en esta versión se ha cambiado el escenario.

## Sinopsis
Una sangrienta historia ambientada en la época en la que los vikingos pretendieron conquistar América del Norte, en el siglo X. Narra cómo un muchacho vikingo, que ha sido dejado atrás luego de una incursión en las costas norteamericanas, es criado por los indios americanos que sobrevivieron al ataque. Ante la vuelta de los vikingos, el guerrero vikingo-indio tratará de impedir que vuelvan a dejar otro rastro de muerte y destrucción a su paso.

## Reparto
- Karl Urban - Ghost
- Moon Bloodgood - Starfire
- Russell Means - Pathfinder
- Jay Tavare - Blackwing
- Clancy Brown - Gunnar
- Ralf Moeller - Ulfar